# Nitrobenzen

Nitrobenzen je organska spojina s kemično formulo C6H5NO2. To je bledo rumeno olje, ki ni topno v vodi in ima vonj po mandljih. Ko zmrzne tvori rumenkasto zelene kristale. Izdelava je v veliki meri podobna kot pri predhodniku anilinu. Občasno se uporablja kot dodatek za arome in parfume, v velikih količinah pa je zelo strupen. V laboratorijih se uporablja kot topilo za elektrofilni reagent.

## Proizvodnja
Nitrobenzen se pripravlja z nitracijo benzena, z mešanico koncentrirane žveplove kisline, vode in dušikove kisline. Mešanico občasno imenujemo mešana kislina. Proizvodnja nitrobenzena je eden bolj nevarnih procesov v kemični industriji zaradi eksotermne reakcije (ΔHr = −117 kJ/mol).
Svetovna proizvodnja v letu 1985 je bila okoli 1,7×106 ton.

### Postopek nitriranja
Reakcijska pot vključuje oblikovanje med aduktom, Lewisovo kislino, nitroniumovim jonom (NO2+) in benzenom. Nitroniumov jon nastaja z reakcijo dušikove kisline in kislinskem odstranjevalcu vode. Običajno je to žveplova kislina. 
HNO3  +  H+ ⇌ NO2+  +  H2O

## Uporaba
Približno 95% nitrobenzena se porabi za proizvodnjo anilina, ki je predhodna kemikalija za proizvajanje gume, pesticidov, eksploziva, barv in farmacevtskih izdelkov.

### Specializirana uporaba
Nitrobenzen se prav tako uporablja za loščila čevljev, tal, usnjenih oblačil, barvnih topil in drugega materiala, ter za prikrivanje neprijetnega vonja. Destilirani nitrobenzen kot mirbane olje se uporablja kot poceni parfum za mila. Zelo pomemben je za proizvodnjo analgetičnega paracetamola, znan tudi kot paracetamol (Mannsville 1991). Nitrobenzen se uporablja tudi za Kerr celice, saj ima nenavadno veliko Kerr konstanto.

### Organske reakcije
Poleg pretvorbe v anilin, se lahko pretvori v sorodne derivate azobenzen, nitrozobenzen, in fenilhidroksilamin. Ko se nitro skupina deaktivira, se kot nadomestek pojavi v meta položaju.

## Varnost
Nitrobenzen je zelo strupen (mejna vrednost je 5 mg/m3) in se zelo hitro absorbira skozi kožo.
Dolgotrajna izpostavljenost lahko povzroči poškodbe centralnega živčevja, poslabša vid, poškoduje jetra, ledvice, povzroči anemijo in draženje pljuč. Vdihavanje lahko povzroči slabost, omotico, glavobol, utrujenost, slabost v rokah in nogah, v redkih primerih je lahko tudi usodno. Zaužitje lahko prav tako povzroči glavobol, omotico, slabost, bruhanje, draženje prebavil, izgubo okončin in notranje krvavitve. 
Nitrobenzen spada med škodljive snovi za ljudi in je rakotvorna. S strani Ameriške agencije za varstvo okolja (United States Environmental Protection Agency)je po mednarodni agenciji za raziskavo rakavih obolenj (IARC) uvrščena v 2B skupino za rakotvorne snovi, ki so morebitni povzročitelji rakavih obolenj. Izkazalo se je, da je povzročitelj adenomov in karcinomov na jetrih, ledvicah in ščitnici na podganah.